# RANIA (musikgrupp)
RANIA (hangul: 라니아), även kända som BP RANIA, är en sydkoreansk tjejgrupp bildad 2011 av DR Music.

## Medlemmar
| Artistnamn   | Artistnamn | Födelsenamn      | Födelsenamn     | Födelsedatum      | Medlemstid |
| Romanisering | Hangul     | Romanisering     | Hangul/Hanja    | Födelsedatum      | Medlemstid |
| Nuvarande    | Nuvarande  | Nuvarande        | Nuvarande       | Nuvarande         | Nuvarande  |
| ------------ | ---------- | ---------------- | --------------- | ----------------- | ---------- |
| Yina         | 이나       | Hwang Saem       | 황샘            | 4 maj 1989        | 2016-idag  |
| Alex         | 알렉스     | Alexandra Reid   | 알렉산드라 리드 | 5 mars 1992       | 2015-idag  |
| Jieun        | 지은       | Kang Ji-eun      | 강지은          | 17 oktober 1993   | 2016-idag  |
| Yumin        | 유민       | Kim Yu-min       | 김유민          | 22 april 1994     | 2016-idag  |
| Zi.U         | 지유       | Kim Seul-ji      | 김슬지          | 24 februari 1995  | 2015-idag  |
| Ttabo        | 따보       | Fu Ying Nan      | 付英男          | 8 juni 1995       | 2016-idag  |
| Hyeme        | 혜미       | Kim Hye-mi       | 김혜미          | 22 december 1995  | 2015-idag  |
| Tidigare     |            |                  |                 |                   |            |
| Joy          | 조이       | Nattanita Wichai | 나따니타 위샤이 | 27 juli 1990      | 2011       |
| Riko         | 리코       | Kim Joo-yeon     | 김주연          | 10 mars 1989      | 2011-2013  |
| Jooyi        | 주이       | Yoo Joo-yi       | 유주이          | 20 augusti 1990   | 2011-2014  |
| Di           | 디         | Kim Da-rae       | 김다래          | 18 oktober 1991   | 2011-2016  |
| T-ae         | 티애       | Lee Tae-eun      | 이태은          | 24 september 1992 | 2011-2016  |
| Xia          | 시아       | Jang Jin-young   | 장진영          | 15 november 1994  | 2011-2016  |

## Diskografi

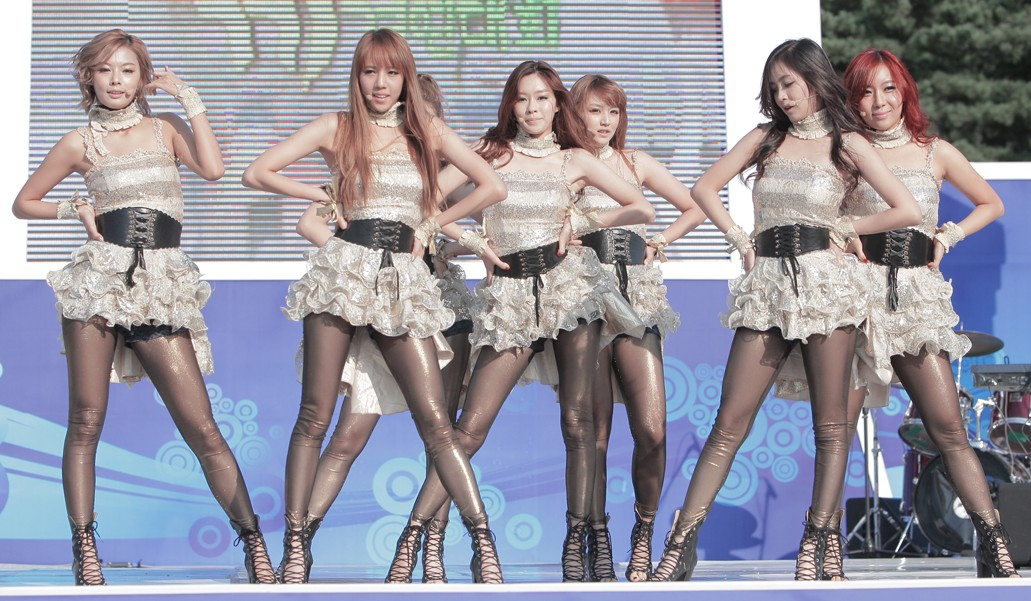
Originalmedlemmarna i Rania år 2011.

### Album
| Albuminformation                                                           | Topplacering          |
| Albuminformation                                                           | Sydkorea (Gaon Chart) |
| -------------------------------------------------------------------------- | --------------------- |
| Teddy Riley, The First Expansion In Asia (EP-skiva) - Släppt: 6 april 2011 | —                     |
| Time to Rock da Show (EP-skiva) - Släppt: 17 november 2011                 | —                     |
| Just Go (Studioalbum) - Släppt: 8 mars 2013                                | 9                     |
| Demonstrate (EP-skiva) - Släppt: 5 november 2015                           | —                     |
| Start a Fire (EP-skiva) - Släppt: 30 december 2016                         | —                     |

### Singlar
| År   | Titel          | Topplacering          |
| År   | Titel          | Sydkorea (Gaon Chart) |
| ---- | -------------- | --------------------- |
| 2011 | "Dr Feel Good" | 99                    |
| 2011 | "Masquerade"   | 192                   |
| 2011 | "Pop Pop Pop"  | 66                    |
| 2012 | "Style"        | 40                    |
| 2013 | "Just Go"      | 26                    |
| 2015 | "Demonstrate"  | —                     |
| 2016 | "Start a Fire" | —                     |
| 2017 | "Make Me Ah"   | —                     |